# Neodon irene
Neodon irene е вид бозайник от семейство Хомякови (Cricetidae).

## Разпространение
Видът е разпространен в Китай (Гансу, Съчуан, Тибет, Цинхай и Юннан).